# Complesso antenna

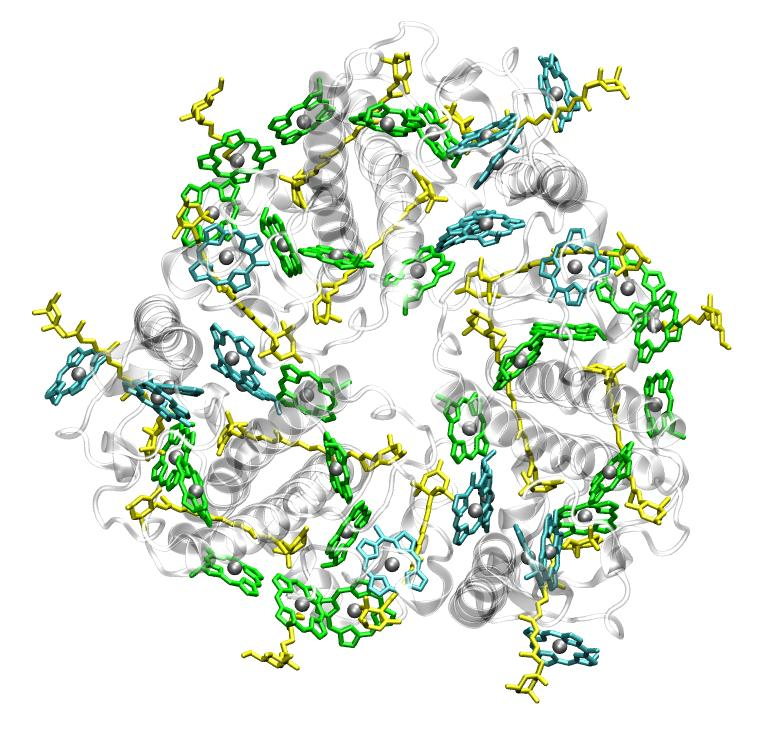
Visione superiore schematica del complesso antenna associato al fotosistema II delle piante superiori.

Il complesso antenna (in inglese antenna complex o light harvesting complex da cui l'acronimo LHC) è un insieme di proteine e pigmenti integrate nella membrana tilacoidale del cloroplasto che trasferiscono l'energia luminosa prelevata da un fotone ad una molecola di clorofilla a del centro di reazione di un fotosistema.

## Struttura e funzione
Il complesso antenna ha fondamentalmente la funzione di aumentare l'area di un fotosistema in grado di intercettare fotoni e di trasferire l'energia da essi ricavata al fotosistema.
I pigmenti presenti nel complesso antenna sono prevalentemente costituiti da clorofille b, xantofille e carotenoidi, dove la clorofilla a è nota come pigmento core. I loro spettri di assorbimento non sono sovrapposti al fine di ampliare la gamma di frequenza della radiazione luminosa che può essere assorbita nella fotosintesi. I carotenoidi hanno un altro ruolo come antiossidante per prevenire danni ossidativi alle molecole di clorofilla. Ciascun complesso antenna ha tra le 250 e le 400 molecole di pigmento e l'energia che assorbono dai fotoni è trasferita mediante trasferimento di energia per risonanza ad un complesso clorofilla-proteina noto come centro di reazione di ciascun fotosistema.

## Complesso antenna nel fotosistema II
Nel fotosistema II, quando una delle due molecole di clorofilla a del centro di reazione assorbe energia, un elettrone viene eccitato e trasferito ad una molecola accettore di elettroni, la feofitina, lasciando la clorofilla a in uno stato ossidato. La clorofilla ossidata recupera gli elettroni mediante la fotolisi dell'acqua, che comporta l'ossidazione di acqua ottenendo elettroni, protoni e ossigeno molecolare.
In condizioni di luce, la fosforilazione reversibile delle proteine associate alle clorofille del complesso antenna rappresenta un sistema per bilanciare l'energia di eccitazione tra i due fotosistemi.
L'estremità N-terminale delle proteine associate alle clorofille si estende nello stroma dove è coinvolto con l'adesione alle membrane dei grana tilacoidali e tale processo è regolato dalla fosforilazione reversibile dei suoi residui di treonina. Entrambi questi processi sono ritenuti mediare la distribuzione di energia di eccitazione tra i fotosistemi I e II.
Questa famiglia comprende anche le proteine PSB (PhotoSystem Binding protein) del fotosistema II, che svolgono un ruolo nel quenching della fluorescenza della clorofilla che aumenta la dissipazione termica in caso di un eccesso di energia luminosa assorbita nel fotosistema.